# Gylfi
Gylfi (en vieux norrois : Gylve), également connu sous les noms de Gylfe ou encore de Gylvi, est un roi légendaire de Suède (de Svealand). Il est connu pour être le plus ancien roi de Scandinavie présent dans la mythologie nordique.
Dans l'Edda de Snorri, il voyage à Ásgard déguisé sous le nom de Gangleri où il questionne les maîtres des lieux sur les dieux.

## Étymologie et origine

### Origine
Gylfi viendrait du mot « gjálfr » qui signifie « vague » en vieux norrois, ce qui laisserait à penser qu'il fût un roi des mers. Dans les récits, Gylfi utilise souvent le nom d'emprunt de Gangleri qui signifie littéralement « celui que le voyage a fatigué » et il s'agit aussi de l'une des nombreuses désignations d'Odin.
L'Edda, le recueil de mythologie nordique le plus complet que nous ayons aujourd'hui, rédigé en vieux-norrois au XIIIe siècle islandais par l'historien Snorri Sturluson est divisé en deux majeurs parties : le Gylfaginning (« La Mystification de Gylfi ») et le Skaldskaparmal (« L'Art poétique »). C'est dans cette première partie qu'est le Gylfaginning qu'apparaît le personnage de Gylfi, également connu sous le pseudonyme de Gangleri. Il s'agit de la partie de l'Edda la plus importante, c'est aussi celle qui a la traduction française la plus importante par opposition au Skaldskaparmal qui n'est disponible que par extrait en français.
Le Gylfaginning est la partie qui a été rédigée le plus tardivement par l'auteur mais elle est pourtant la première partie et occupe la plus grande place dans l'ouvrage didactique. En effet, elle sert d'exposé aux mythes et divinités afin de mieux comprendre l'art poétique qui s'ensuit (les figures de style du Skaldskaparmal font souvent référence à cette mythologie, il est donc important de bien s'en saisir pour apprécier et reproduire l'art poétique norrois).

### Création du Seelande
En récompense des réjouissances d'une femme errante, Gylfi lui accorde une terre à labourer dans son royaume que quatre bœufs seraient capables de retourner en un jour et une nuit. Mais cette femme, Gefion, appartenait à la famille des Ases et alla donc chercher au nord quatre bœufs, qui étaient ses fils conçus avec un géant. Elle les attela à une charrue mais leur puissance ameublit la terre et un morceau de celle-ci se détacha. Les bœufs entraînèrent le pays dans la mer et à l'ouest avant de s'arrêter. Gefion nomma alors ce morceau de terre : Seelande. Il se forma un lac à l'endroit où la terre s'était soulevée devenant alors le Lac Mälar en Suède (actuellement).

## Légende

### Rencontres de Gangleri et questionnements
Gylfi est introduit dès les premières lignes de l'Edda : "Le roi Gylfi régnait sur des contrées situées dans les pays qui porte à présent le nom de Suède." La comparaison avec l'actuelle Suède montre un décalage entre l'écriture du récit et les évènements qui sont censés s'y dérouler. Cela appuie l'aspect didactique du Gylfaginning. Gylfi est le roi légendaire de Suède, qui se met en tête de partir à Asgard (le monde des Ases) pour chercher des réponses quant aux origines des mondes, des dieux et des hommes. Il prend alors le déguisement d’un vieil homme ainsi que le pseudonyme de Gangleri. Les dieux ayant percé à jour sa ruse, décident de mettre au point leur propre stratagème et font en sorte que Gangleri se croit à Asgard pour lui proposer un concours d’érudition.

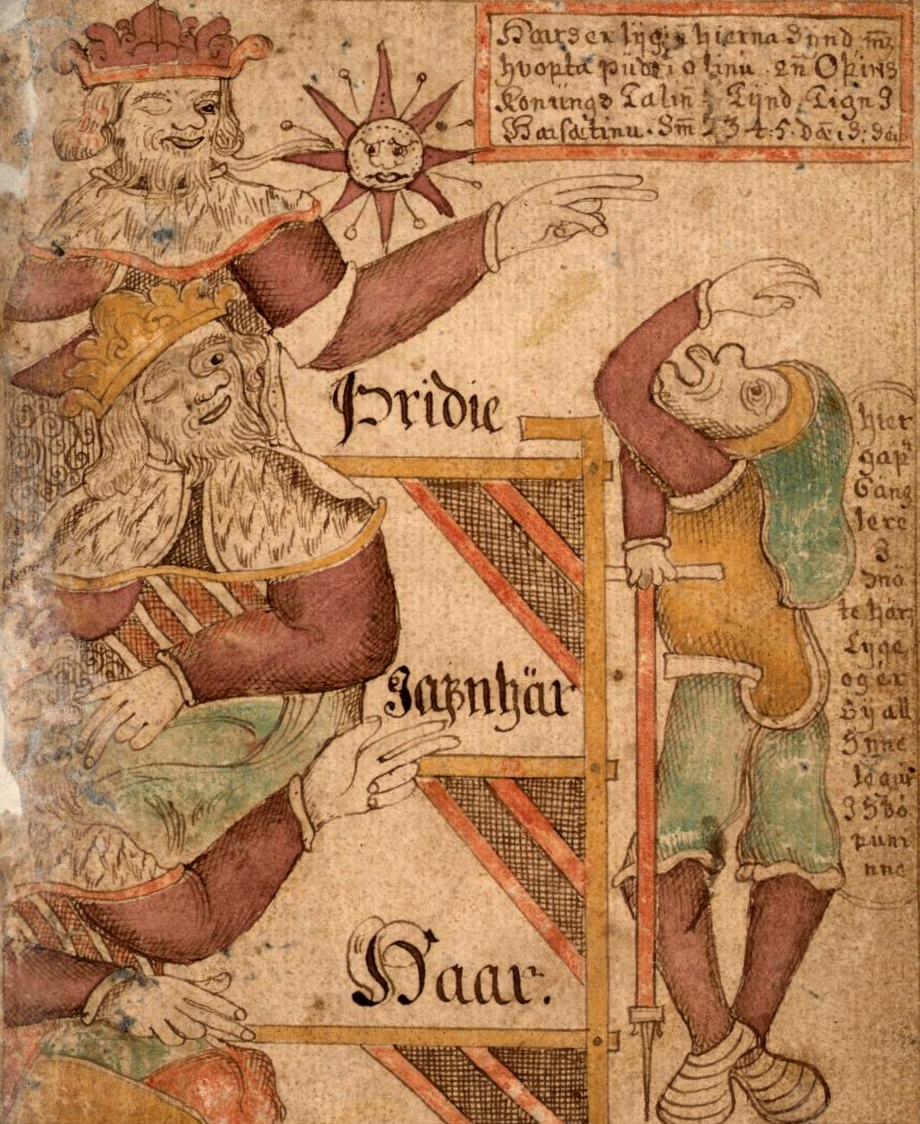
L'illusion de Gangleri, illustration tirée d'un manuscrit islandais, SAM 66

Gangleri arrive rapidement dans une salle où il trouve trois trônes empilés les uns sur les autres. Ceux qui les occupent se nomment respectivement du haut vers le bas: le Très-Haut, l'Egal du Très-Haut et le Tiers. Dans le cadre du concours d'érudition, Gangleri se met à les questionner sur tous les aspects de la mythologie nordique. La première partie du Gylfaginning se divise en chapitres de tailles extrêmement diverses, beaucoup d'entre eux suivent une structure similaire: Gangleri pose une question à laquelle répondent ses interlocuteurs puis il réagit avec une autre question à laquelle ses locuteurs répondent une nouvelle fois et ainsi de suite. Chaque chapitre reprend de façon presque anecdotique un élément précis de la mythologie allant de la création et du massacre du géant Ymir, aux méfaits de Loki, aux aventures du cheval Sleipnir, ou encore à la légende de l'arbre-monde d'Yggdrasil. Les dernières questions de Gangleri portent sur le Ragnarok ou Le Crépuscule des Dieux, la fin inévitable de la mythologie nordique. Dès le récit terminé, l'illusion de Gangleri est interrompue par les dieux eux-mêmes et Gangleri se retrouve de nouveaux dans son royaume avec pour tâche de partager son précieux savoir fraîchement acquis.
Les questions de Gangleri sont une excuse au format didactique et pédagogique de l'ouvrage qui a pour but de former la jeunesse à l'art poétique norrois rempli de références à la mythologie scandinave.

## Rôle et importance
Gylfi règne sur la Suède. C'est un homme sage et doué en magie mais aussi généreux et curieux puisqu'il offre la souveraineté à Odin et des terres à une femme errante.
À la suite de son voyage il reçoit, de par ses questionnements, de nombreux savoirs tels que la connaissance toutes les anciennes traditions mais aussi l'origine du monde et son aboutissement, qu'il a pour devoir de transmettre une fois de retour dans son pays.

## Famille

### Mariage et enfants
Selon certaines sources, il aurait eu une fille :
- Heid, peut-être l'épouse du roi Sigrlami

## Galerie

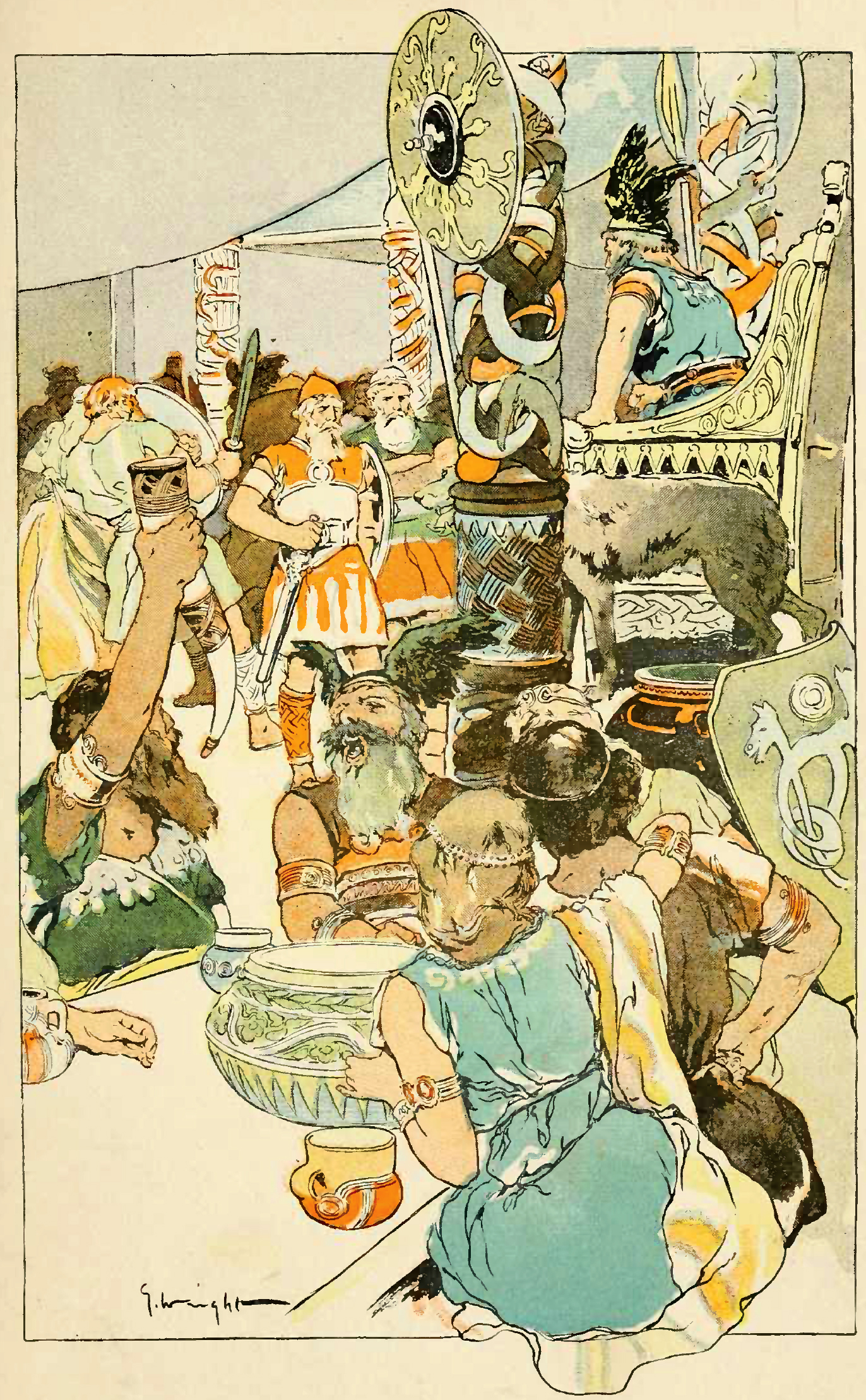
Gylfe se tenait audacieusement devant Odin, par George Hand Wright (1908).